# Max Sedlmayr
Max Sedlmayr (* 3. Juni 1832 in Hannover; † 9. November 1900 in Wiesbaden) war ein deutscher Dirigent.
Von 1879 bis 1897 war er am Hoftheater Wiesbaden als Chordirigent tätig. Darüber hinaus zählten auch Opern und Balletts zu seinem Repertoire.
Für sein Wirken wurde er zum Kgl. Musikdirektor ernannt.
Daneben war er als Publizist tätig.